# Zamarada tragodica
Zamarada tragodica är en fjärilsart som beskrevs av Louis Beethoven Prout 1934. Zamarada tragodica ingår i släktet Zamarada och familjen mätare. Inga underarter finns listade i Catalogue of Life.